# IFK Lund
IFK Lund är en idrottsklubb och bildades 1919 i Lund. Deras träningshall är IFK-Hallen och deras idrottsplats är Centrala idrottsplatsen.

## Historia
Det var i skuggan av de Olympiska spelen i Stockholm 1912 som idrottsintresset väcktes hos några unga lundapågar. De bodde grannar med idrottsplatsen, Sveriges äldsta från 1892, och dit plankade de ofta för att se allt roligt som försiggick. 
Vid skolstarten i augusti 1912 bildade Thure Thurken Östergren tillsammans med två skolkamrater i IF Olympia. Klubben fick så småningom många grenar på sitt program allmän idrott, bandy, skridskor, rodel, cykling och brottning. Olympia upphörde dock då de slutade skolan och Thurken och hans idrottsvänner gick med i Lunds GIF.
Föreningen blev genast populär och blev snart den ledande klubben i Lund. Det nyvaknande intresse som samlades kring idrotten i Lund kan nästan helt tillskrivas IFK. Söndagen den 1 juni 1919 återinvigdes Centrala IP efter ha legat nere några år och IFK Lund arrangerade sin första friidrottstävling.

## Sektioner
IFK Lund är en förening med tre aktiva sektioner: friidrott, bordtennis och veteranfriiidrott. Tidigare har föreningen även haft bl.a. handbolls-, sim- (nu SK Poseidon) och bowlingsektioner.

### Friidrott
Friidrott har funnits på programmet sedan grundandet 1919.

### Bordtennis
Bordtennissktionen bildades 1959. År 2000 utsågs IFK Lund till årets bordtennisförening i Skåne. Bland spelarna märks Lena Andersson.

### Handboll
En gång i tiden hade IFK Lund en handbollssektion som spelade i Allsvenskan. Man spelade bara en säsong 1938–1939 i allsvenskan och gav sedan upp sin plats. Namnkunnigaste spelaren var Curt Wadmark.

## Profiler
- Linus Thörnblad
- Per-Owe Smiding
- Per-Eric Smiding
- Staffan Blomstrand
- Vala Flosadottir
- Johan Wallerstein